# Harhoog

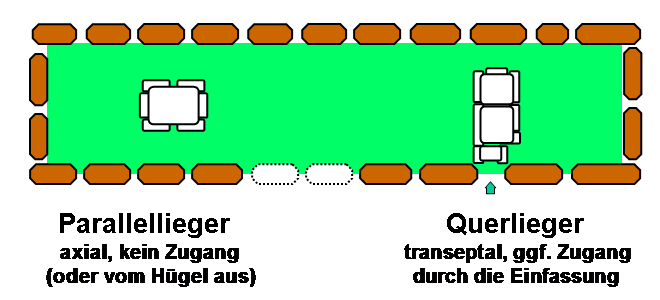
Schema: Harhoog entspricht der Darstellung links

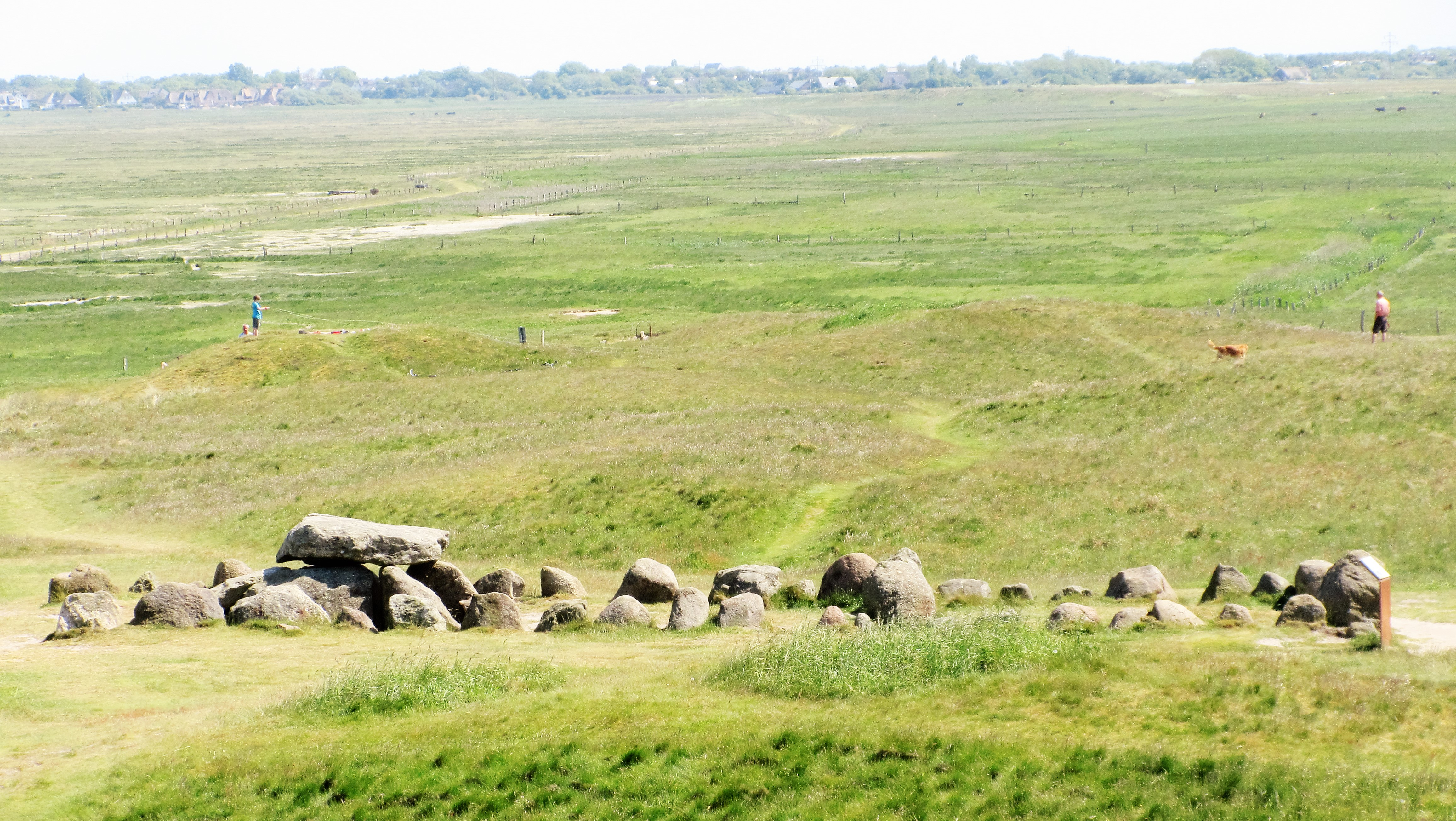
Harhoog vom Tipkenhoog aus gesehen

Die Megalithanlage Harhoog in Keitum auf Sylt hat ein rechteckiges Hünenbett in ostwestlicher Richtung mit einem „erweiterten Dolmen“ oder Rechteckdolmen, als Parallel- oder Längslieger mit halbhohem Eintrittsstein als Zugang. Es liegt am Rande des Watts, es befindet sich aber nicht mehr am Originalstandort.
Es befand sich ursprünglich in der „Weenk“ genannten Anhöhe östlich des Wäldchens zwischen Keitum und Tinnum. Es wurde erstmals bei der Ausbeutung einer großen Sandgrube für den Bau des Hindenburgdammes 1925 freigelegt und nach weiteren Sandentnahmen für den Bau des Nössekoogdeiches 1936 wissenschaftlich untersucht. Die Steinkammer des Riesenbettes musste im Juni 1954 verlegt werden, weil das Gelände für die Erweiterung des Sylter Flughafens abgetragen wurde.
Es besteht aus einer Grabkammer mit rechteckiger Einfassung, ein sogenanntes Langbett, und wurde in der Steinzeit um 3000 v. Chr. von Angehörigen der Trichterbecherkultur (TBK) errichtet. Im „Atlas der Megalithgräber Deutschlands“ von Ernst Sprockhoff wird das Langbett als „Sprockhoff 5“ geführt.
In unmittelbarer Nähe des Harhoogs befindet sich der Tipkenhoog.